# Альякмон

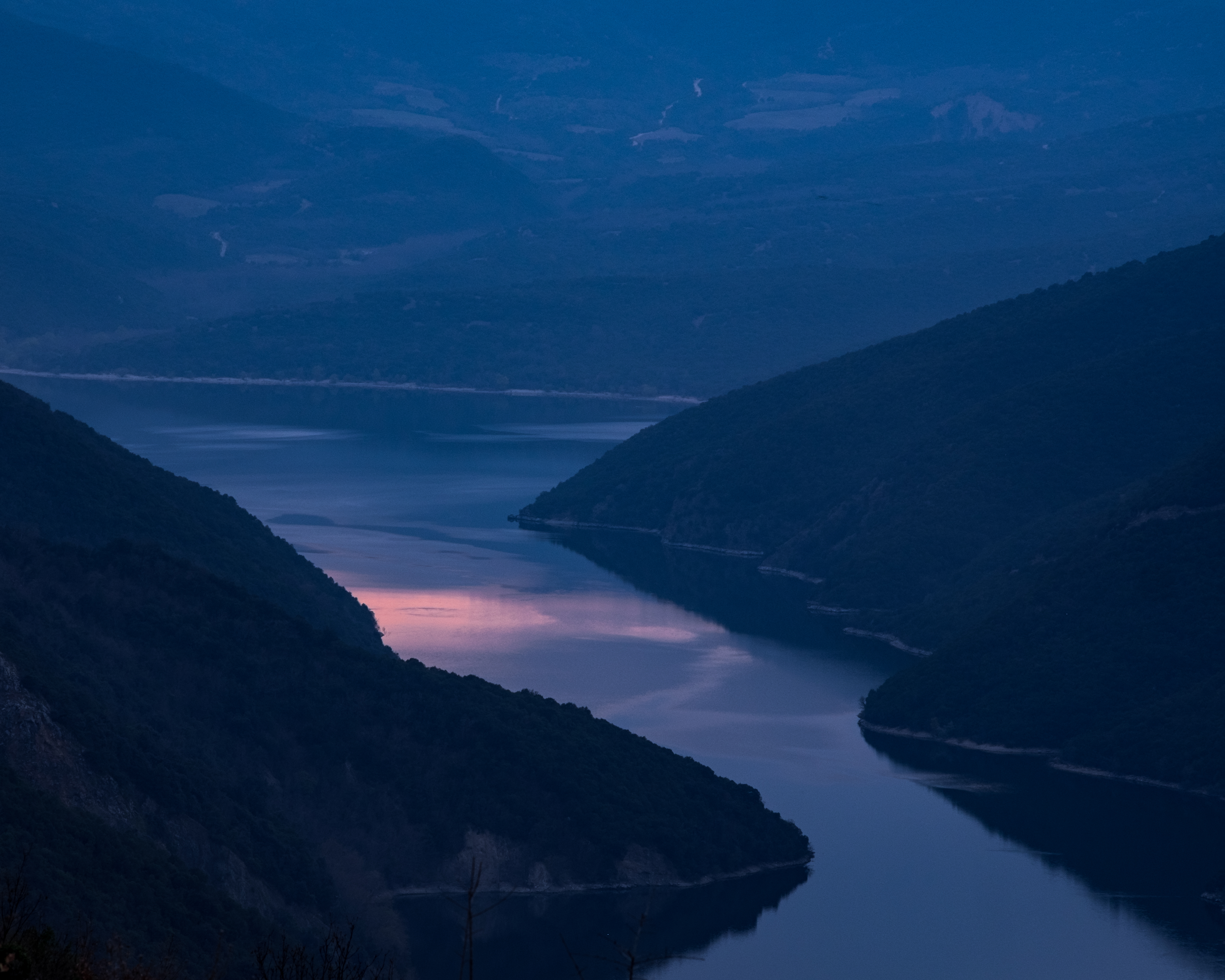

Алья́кмон (устар. «Вистрица», греч. Αλιάκμονας) — крупнейшая река греческой Македонии и длиннейшая река Греции, протяжённостью около 300 километров (согласно БСЭ — 314 километров, по данным Британской энциклопедии — 297 километров).

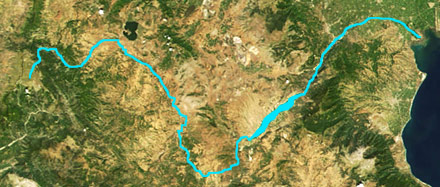
Течение реки Альякмон

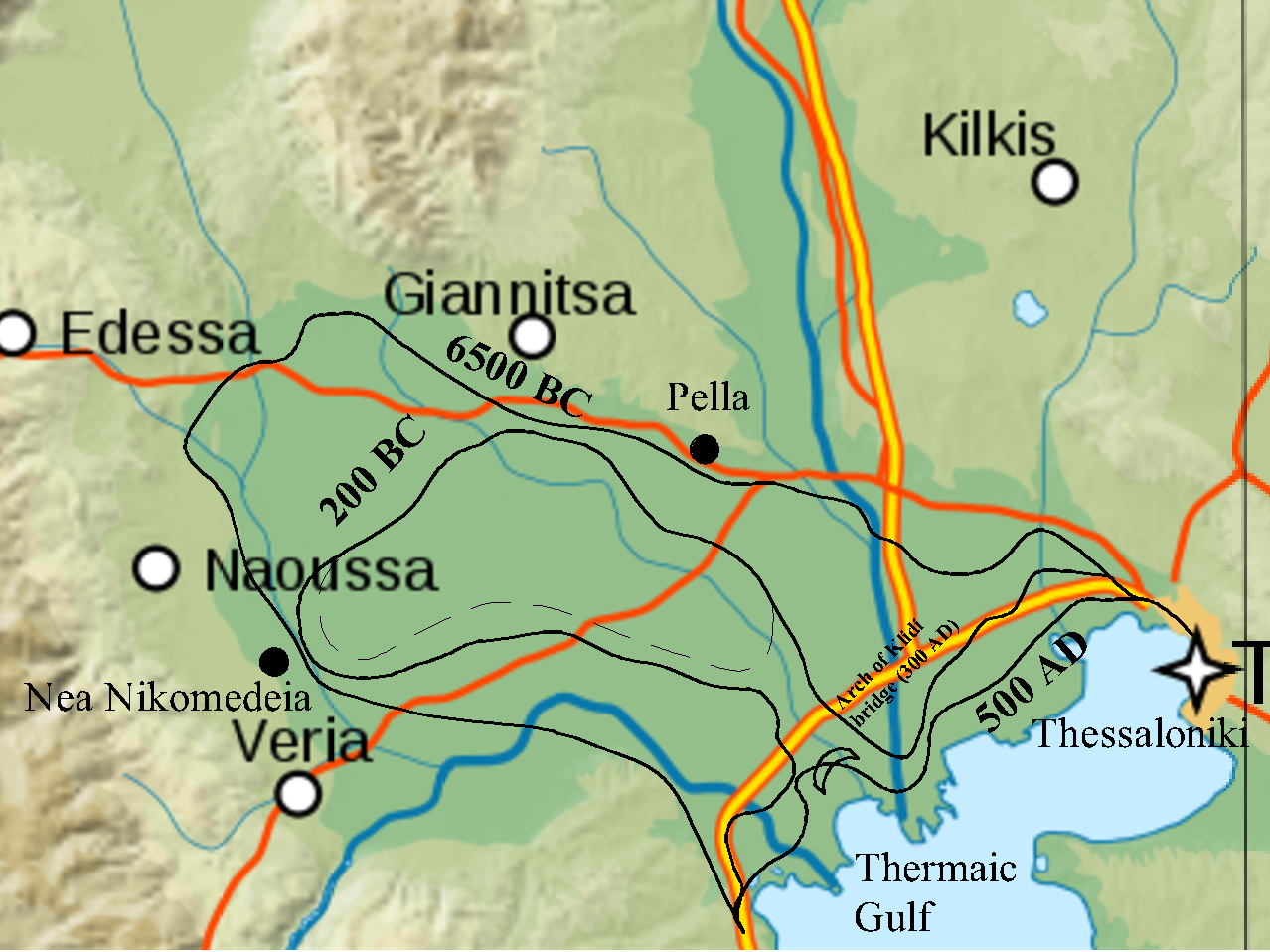
Рост Салоникской равнины и изменение береговой линии залива Термаикос. Реконструкция (Bottema, S. 1974)

Берёт начало у границы с Албанией, в горах Пинд, на склонах горного массива Грамос, и течёт на юго-восток. По дороге сливается с притоком, часто называемым тем же именем и также берущим начало у границы с Албанией. Собрав воду с бассейна озера Кастория, в среднем течении вдоль подошвы склона восточного Пинда протекает по узким теснинам. Возле Сьятисты в Альякмон впадает река Праморица, а далее на юг — Венетико. Обогнув южную оконечность гор Вуринос, река делает широкую петлю к северо-востоку, встречаясь с протянувшимся с северо-востока на юго-запад массивом Камвуния. Вытекает между горами Вермион и Пиерия на Салоникскую равнину, где близ деревни Кулура в него по каналу 66 впадает последний приток — река Могленицас, бассейн которой покрывает историческую область Алмопия. Впадает в залив Термаикос Эгейского моря.
Около города Верия на реке расположена плотина, до постройки которой по реке было возможно малотоннажное судоходство.
Исторически служила естественной преградой против нашествий захватчиков с севера, в 1941 году короткое время выступала в роли рубежа обороны против немецких войск.
Огромное количество аллювия, переносимое реками (главным образом, реками Аксьос (Вардар) и Альякмон), вследствие длительного накопления (аккумуляции) в мелком заливе Термаикос образовали обширную Салоникскую равнину.

## Национальный парк «Дельта Аксьос-Лудиас-Альякмон»

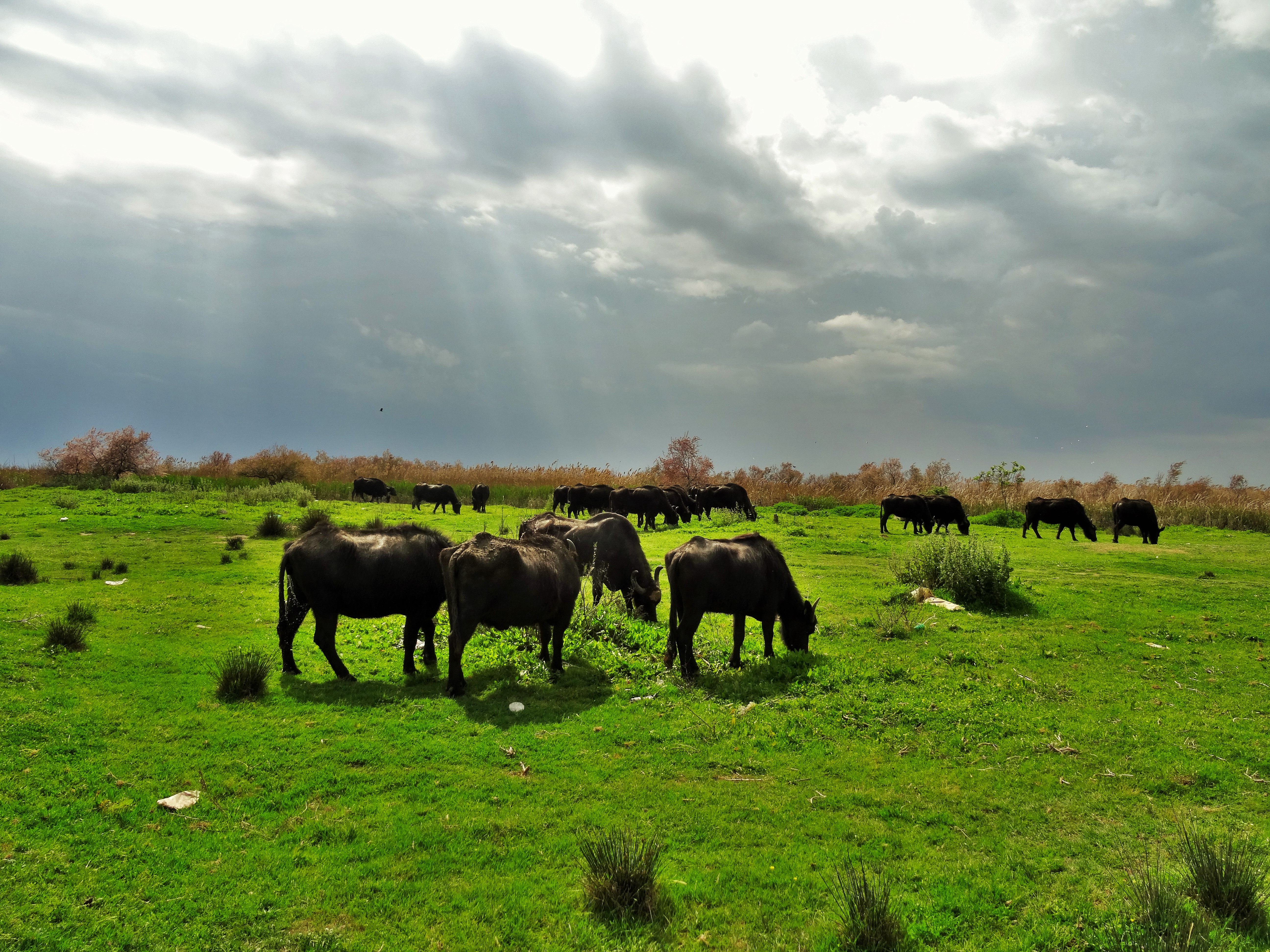
Стадо болгарской мурры (азиатского буйвола) в дельте Аксьоса

Дельта расположена рядом с устьем рек Галикос, Аксьос и Лудиас, образуя область, известную как дельта Галикос-Аксьос-Лудиас-Альякмон (Δέλτα των ποταμών Γαλλικού - Αξιού - Λουδία - Αλιάκμονα, Γ.Α.Λ.Α.), с 2009 года (ΦΕΚ 220) — Национальный парк «Дельта Аксьос-Лудиас-Альякмон» площадью 33 800 гектаров. Водно-болотные угодья являются важным местом обитания птиц. Здесь наблюдаются 298 видов птиц (66 % от количества видов птиц в Греции), в том числе 18 из 25 исчезающих видов птиц, наблюдаемых в Греции. 106 видов птиц гнездятся в парке. Здесь обитают 40 видов млекопитающих, в том числе: нутрия, болгарская мурра, выдра, европейский суслик, евразийский волк, обыкновенный шакал, а также 18 видов пресмыкающихся, 9 видов земноводных и 7 видов беспозвоночных. Люди занимаются здесь выращиванием риса, скотоводством, рыбной ловлей и разведением мидий.
28 855,18 гектаров водно-болотных угодий в дельте Аксьос-Лудиас-Альякмон, важных для орнитофауны, включая Алики-Китрус, входят в сеть природоохранных зон «Натура 2000».
В Альякмоне обитает 26 местных и 4 завезённых видов рыб, в том числе Pachychilon macedonicum.

## Исторические названия
- Галиакмон (др.-греч. Ἁλιάκμων)[16][17]
- Индже-Карасу (тур. İnce Karasu)[18][16]
- Вистрица (болг. Бистрица)[19][18]